# 相庭和彦
相庭 和彦（あいば かずひこ、1960年 - ）は、日本の教育学者。新潟大学教授。専門は社会教育学。

## 来歴・人物
1983年3月、埼玉大学教育学部卒業。1990年3月、東京大学大学院教育学研究科博士後期課程単位取得退学。その後、同年4月に新潟大学教育学部助手を経て、1991年5月より新潟大学教育学部准教授。2010年10月より新潟大学教育学部教授。

## 著書・論文

### 著書

#### 単著
- 『生涯学習から地域教育改革へ』、明石書店、1999年

#### 共著
- 『満州大陸の花嫁はどうつくられたか』、大森直樹・中島純・宮田幸枝・相庭和彦他著、明石書店、1996年

### 論文
- 「地域が求める学校・教育施設をどのように構想するのか  -教育的視点から将来を構想するということ」（『新潟自治』 (56), 11-14, 2013年）
- 「グローバル化社会における『伝統文化』と生涯学習  -『伝統文化の継承』とグローバリゼイションの関係性」（『新潟大学教育学部研究紀要』 人文・社会科学編 3(2), 163-170, 2011年）
- 「グローバル化社会における教育文化に関する総合的考察」（相庭和彦・向山恭一・宮薗衛）（『新潟大学教育人間科学部紀要』 人文・社会科学編 9(1), 1-11, 2006年）
- 「現代社会における差別現象に関する原理的考察  -貨幣を媒介として形成される人間関係の批判的考察」（『新潟大学教育人間科学部紀要』 人文・社会科学編 7(2), 141-157, 2005年）
- 「子どもたちの社会参加と主体的力量 -地域教育力の再生をめぐって」（『教育評論』 (658), 11-14, 2002年）
- 「戦後日本社会の『高度ジェンダー化』と社会教育政策」（日本社会教育学会編『ジェンダーと社会教育』pp.115-128、2001年）
- 「国内の教育政策研究動向」（『日本教育政策学会年報』 (8), 226-231, 2001年）
- 「近代日本社会教育政策成立過程に関する考察  -理論的リーダーの地域に対する言説を手がかりに」（『新潟大学教育人間科学部紀要』 人文・社会科学編 3(1), 1-9, 2000年）
- 「日中戦争期の植民地における社会教育に関する一考察  -『満州国』の社会教育施設を中心として」（『新潟大学教育人間科学部紀要』 人文・社会科学編 1(2), 123-131, 1999年）
- 「地域における社会教育施設の在り方と人権保障―施設を支える論理の検証を中心に」（上杉孝實・黒沢惟昭編『生涯学習と人権』、明石書店、pp.125-156、1999年）
- 「近代日本の教育の歩み」（嶺井正也・山本馨編『共生時代の学校像』、自由書房、pp.49-68、1995年）
- 「戦後社会教育論と人権」（黒沢・森山編『生涯学習時代の人権』、明石書店、pp.175-200、1995年）
- 「『大陸の花嫁』政策の研究 Ⅲ  -戦前社会教育と植民地支配 (3)」（相庭和彦・渡邊洋子・中島純）（『新潟大学教育学部紀要』 人文・社会科学編 36(1), 1-31, 1994年）
- 「『大陸の花嫁』政策の研究 Ⅱ  -戦前社会教育と植民地支配 (2)」（相庭和彦・陳錦・大森直樹）（『新潟大学教育学部紀要』 人文・社会科学編 34(2), 229-250, 1993年）
- 「地域社会と教育計画運動」（教育文化総合研究所編『理論フォーラム地域からの教育改革』、アドバテージサーバー、pp.35-50、1993年）
- 「近代日本社会教育の歴史」（黒沢惟昭編『生涯学習時代の社会教育』、明石書店、pp.123-154、1992年）
- 「生涯学習の地域的展開―新潟県の一推進モデル地区を手がかりに」（日本社会教育学会編『生涯学習体系化と社会教育』、pp.134-141、1992年）
- 「『大陸の花嫁』政策の研究  -戦前社会教育と植民地支配 (1)」（相庭和彦・大森直樹・中島純）（『新潟大学教育学部紀要』 人文・社会科学編 34(1), 1-18, 1992年）
- 「1930年代の融和運動と青年教育―日本ファシズム成立期の青年教化の思想的特質」（久保義三編『天皇制と教育』、三一書房、pp.151-188、1991年）
- 「戦後社会教育論にみる人権概念の特質 -学習権論を中心にして」（『日本の社会教育』 (34), p36-46, 1990年）
- 「海老原先生が退官されること」（海老原治善教授退官記念）（『教育学研究年報』 9, 13-14, 1990年）